# Salgado Filho International Airport
Salgado Filho International Airport (portugisiska: Aeroporto Internacional Salgado Filho, franska: Aéroport international Salgado Filho) är en flygplats i Brasilien.   Den ligger i kommunen Porto Alegre och delstaten Rio Grande do Sul, i den södra delen av landet, 1 600 km söder om huvudstaden Brasília. Salgado Filho International Airport ligger 3 meter över havet.
Terrängen runt Salgado Filho International Airport är huvudsakligen platt, men åt sydost är den kuperad. Runt Salgado Filho International Airport är det mycket tätbefolkat, med 2 811 invånare per kvadratkilometer.. Närmaste större samhälle är Porto Alegre, 7,1 km sydväst om Salgado Filho International Airport. 
Runt Salgado Filho International Airport är det i huvudsak tätbebyggt.